# Sønderjylland
Ved Sønderjylland forstås i dag de landsdele, der ved genforeningen i 1920 blev en del af det danske kongerige efter at have været under tysk styre siden 1864.
Sønderjyske forskere har haft forskellige holdninger til denne officielle definition.
Det tyske mindretal i Sønderjylland kalder landsdelen Nordslesvig (tysk: Nordschleswig). Sønderjylland har godt 250.000 indbyggere, hvoraf ca. 15.000 tilhører det tyske mindretal.
Før 1920 blev betegnelsen Sønderjylland brugt om hele området Slesvig.

## Det historiske Sønderjylland
Tidligere i historien var Sønderjylland et større område. Fra slutningen af det 11. århundrede til 1375 var der jarler eller hertuger af Sønderjylland - eller Slesvig, som dengang var det samme. De styrede et område på Den Jyske Halvø fra Kongeåen og Kolding Fjord i nord til Ejderen og Levenså i syd samt de Nordfrisiske Øer - dog ikke Ribe og ribekirkens godsområder, mens til gengæld også Als kom til fra slutningen af det 12. århundrede. Hertugdømmet Slesvig blev mere slesvigsk og mindre sønderjydsk, da Ærø og Femern, der ikke hører til Sønderjylland, kom under hertugdømmet og - som Arild Huitfeldt ihukommer det - dronning Margrete 1. (1353-1412) tog gods i Slesvig og lagde dem under Kronen, så Sønderjylland nu både havde et hertugdømme og de kongerigske enklaver.
Den sydlige, tyske del af det historiske Sønderjylland hedder nu Sydslesvig (på tysk: Südschleswig, Landesteil Schleswig), det er en del af den nordtyske delstat Slesvig-Holsten (på tysk: Bundesland Schleswig-Holstein).

## "De Sønderjyske Landsdele"
Efter genforeningen kom landsdelen ikke til at hedde Sønderjylland officielt, men De Sønderjyske Landsdele. Denne betegnelse afspejler, at det ikke var hele det historiske Sønderjylland, der kom tilbage til Danmark, og efter nogles opfattelse heller ikke hele den danske del af det. Håbet om at få mere af Sønderjylland tilbage blev slukket definitivt med Oktobernoten efter 2. Verdenskrig, men betegnelsen De Sønderjyske Landsdele begyndte først at glide ud af officiel brug med kommunalreformen i 1970, hvor Sønderjyllands Amt blev dannet. Landsarkivet for Sønderjylland skiftede først navn i 1993 efter at have heddet "Landsarkivet for de sønderjydske landsdele" siden oprettelsen i 1931.

## Administration
Sønderjyllands Amt (1970-2007) var ikke helt identisk med det Sønderjylland, der blev dansk ved genforeningen. Kommunalreformen i 1970 skulle skabe storkommuner, der havde mindst 5.000 indbyggere og kunne levere en effektiv service, så det var ikke altid hensigtsmæssigt at lade de nye kommunegrænser følge Sønderjyllands nordgrænse. Rødding Kommune blev rent sønderjysk med Kongeåen som nordgrænse. Men Ribe Kommune i Ribe Amt fik 3 sønderjyske sogne med: Hviding, Roager og Spandet. Og Christiansfeld Kommune i Sønderjyllands Amt fik 3 sydjyske sogne med: Taps, Vejstrup og Hejls.
Kommunalreformen i 2007 medførte endnu større kommuner. Ribe Kommune indgik i Esbjerg Kommune, der for det meste ligger i Sydvestjylland, men altså også indeholder 3 sønderjyske sogne. Rødding Kommune indgik i Vejen Kommune, som for det meste ligger i Sydjylland, men nu også indeholder 8 sønderjyske sogne: Hjerting, Jels, Lintrup, Rødding, Skodborg, Skrave, Sønder Hygum og Øster Lindet. Christiansfeld Kommune blev delt mellem Kolding Kommune og Haderslev Kommune, så Kolding Kommune, der for det meste ligger i Sydjylland, nu også indeholder 4 sønderjyske sogne: Aller, Frørup, Stepping og Tyrstrup.
Det er vigtigt, at kommunerne holder styr på hvilke sogne der hører til Sønderjylland, da der stadig kan være regler, der er specielle for Sønderjylland, fx vedrørende personregisterføringen, dvs. registrering af fødsler og navngivning. Det sker i Sønderjylland hos kommunens personregisterfører, mens det i resten af Danmark foregår hos sognepræsten.
Foruden ovennævnte dele af Esbjerg, Vejen og Kolding kommuner består Sønderjylland af Haderslev Kommune, Sønderborg Kommune, Aabenraa Kommune og Tønder Kommune. I 2007 indgik Sønderjyllands amt i Region Syddanmark.

## Største byer
- Sønderborg har 28.333 indbyggere  (2025)[4]. Byen er beliggende på begge sider af Alssund, størstedelen på Alssiden. Byen er vokset op omkring Sønderborg Slot lidt før år 1200. Sønderborg er kendt for at have et dynamisk erhvervsmiljø inden for højteknologi, maskin-, levnedsmiddel- og tekstilindustri samt for at have mange uddannelsesinstitutioner, bl.a. en afdeling af Syddansk Universitet.
- Haderslev har 22.405 indbyggere  (2025)[4]. Byen ligger 15 km fra Lillebæltskysten og er kendt for at være en domkirke-, garnisons- og uddannelsesby samt administrativt centrum for Haderslev Kommune. Industrien domineres af metalvarevirksomheder, men andre brancher er også repræsenteret, fx bryggeriet Fuglsang. Haderslev Kaserne er hjemsted for Hærens 1. Brigade og Danske Division.
- Aabenraa har 16.500 indbyggere  (2025)[4]. Byen ligger på Sønderjyllands østkyst 25 km fra den dansk-tyske grænse. Byen er kendt for at have dansk og tysk kultur med tyske børnehaver, skoler, gymnasium, foreninger og avisen Der Nordschleswiger. Et nyt stort akutsygehus er ved at blive bygget nordvest for byen nær motorvejsafkørslen og skal stå færdigt i 2020. Der er store virksomheder inden for papir-, maskin- og metalindustri. Desuden ligger der et kendt orgelbyggeri, Marcussen & Søn i byen.
- Vojens har 7.424 indbyggere  (2025)[4]. Byen ligger 10 km vest for Haderslev. Vojens er kendt for at have et 2 km² stort, alsidigt industri- og servicekvarter mod vest, der forbinder Vojens med Skrydstrup. Sydvest for Vojens ligger en flyveplads med en civil del, Vojens Lufthavn, og en militær del, Flyvestation Skrydstrup.
- Tønder har 7.477 indbyggere  (2025)[4]. Byen ligger 5 km fra den dansk-tyske grænse. Mange af arbejdspladserne findes på nogle få store virksomheder inden for emballage-, jern- og metalindustri (Norsk Hydro Aluminium og Brdr. Hartmann A/S). Desuden har skokoncernen ECCO et stort center i byen.

## Historie
Dannevirke ved Den Jyske Halvøs smalleste punkt udgjorde fra jernalderen og århundreder frem danernes sydligste forsvarsværk. I 811 blev Ejderen anerkendt som Danmarks sydgrænse af den tysk-romerske kejser Karl den Store, men i de følgende århundreder blev grænsen truet af svenske vikinger, tysk-romerske kejsere og vendere. Derfor blev der fra slutningen af det 11. århundrede udnævnt en grænsejarl, der skulle forsvare grænsen. Denne jarl af Sønderjylland styrede et område, der bestod af Barvidsyssel, Ellumsyssel og Istedsyssel, dvs. fra Kongeåen og Kolding Fjord i nord til Ejderen og Levenså i syd inklusive de Nordfrisiske Øer, senere også Als.
Knud Lavard, der blev jarl af Sønderjylland i 1115, fik efter sin sejr over venderne titlen hertug af Holsten og valgte at have denne mellemeuropæiske titel også i Sønderjylland i stedet for den nordiske titel jarl. Hans efterfølgere kaldte sig i flæng hertug af Sønderjylland eller hertug af Slesvig - det gjorde ikke den store forskel dengang. Derimod fik det betydning, at hertug Abel i 1237 giftede sig ind i den holstenske greveslægt Schauenburg. Hertugtitlen blev betragtet som arvelig i hans slægt, men da den uddøde med hertug Henrik af Sønderjylland i 1375, kunne Schauenburgerne overtage Hertugdømmet Slesvig, og betegnelsen Sønderjylland gled efterhånden ud. Dronning Margrete 1. måtte affinde sig med, at greven af Holsten havde overtaget Sønderjylland, og hun valgte at gøre ham til sin lensmand i 1386. Sideløbende opkøbte hun dog ejendomme i hertugdømmet Slesvig for at lægge dem direkte ind under Kongeriget Danmark.
Selvom der efter 1375 ikke var noget, der officielt hed Sønderjylland, blev navnet et slagord med stor appel til den dansksindede befolkning i 1800-tallet, hvor modsætningen mellem tysk og dansk blev tilspidset. I modsætning til navnet Slesvig, der bare hentydede til hertugens residensby, signalerede navnet Sønderjylland en sammenhæng med Nørrejylland mod nord og en reference til halvøen Jylland, hvis geografiske sydgrænse går helt nede ved en linje fra Elbens munding til Lübeck. Det er ikke så underligt, at tyskerne i 1895 forbød at bruge navnet Sønderjylland undtagen i historiske fremstillinger.
Striden om Sønderjylland fandt en foreløbig løsning, da Danmark i 1448 på anbefaling fra hertug Adolf 1. af Slesvig (grev Adolf 8. af Holsten) fik en konge med tysk baggrund: Christian 1. af Huset Oldenborg. Foruden at blive konge af Danmark blev han efter Adolfs død hertug af Slesvig og greve - senere hertug - af Holsten. Denne personalunion mellem helstatens bestanddele gav det danske rige en indre stabilitet i de følgende århundreder, men forhindrede også, at der i 1800-tallet kunne dannes en dansk nationalstat, bestående af kongeriget og Slesvig - et "Danmark til Ejderen". Christian 1. havde nemlig måttet love, at Slesvig og Holsten skulle "blive evigt udelte sammen". Det stod de tysksindede slesvig-holstenere fast på, og de gjorde oprør mod Danmark i 1848. Treårskrigen 1848-50 endte med status quo, men da Danmark i 1863 indførte Novemberforfatningen, som knyttede Slesvig tættere til kongeriget end Holsten, blev landet angrebet af Preussen og Østrig og tabte krigen i 1864.
Da grundloven blev indført i 1849 var den ikke gældende i hertugdømmerne, selvom den i forordet åbnede muligheden for en senere udvidelse af dens gyldighed til Hertugdømmet Slesvig. Derfor var det i Sønderjylland kun befolkningen i de kongerigske enklaver, der kunne deltage i valgene til Rigsdagen. Her repræsenterede Sofus Høgsbro enklaverne. Da Danmark måtte afstå Slesvig i 1864, kom det meste af Høgsbros valgkreds til at ligge i Preussen, men han bibeholdt sit mandat frem til grundlovsændringen i 1866.
I stedet for Grundloven gjaldt i Slesvig Slesvigs forfatning fra 1854, Helstatsforfatningen fra 1855 og Novemberforfatningen fra 1863.

### 1864
Efter nederlaget måtte Danmark afstå hertugdømmerne, men i Slesvig – især mod vest – lå enklaverne, som stammede fra Margrete 1.'s godskøb. Dem kunne tyskerne ikke så godt rejse et historisk krav på, men af praktiske grunde blev man enige om, at de fleste enklaver skulle indlemmes i Slesvig, så det blev et sammenhængende område, mod at Slesvig afstod områder af lignende omfang til kongeriget.
De største enklaver var Ribe by og området omkring Møgeltønder og Ballum, men der var også enklaver, der kun omfattede en enkelt eller nogle få gårde. Hertil kom dele af de Nordfrisiske Øer, som strengt taget ikke var enklaver, da de lå ud til åbent vand: Mandø, den sydlige del af Rømø, den nordlige del af Sild, den vestlige del af Før samt Amrum. Alle enklaverne undtagen Ribe og Mandø blev indlemmet i Slesvig, og følgende slesvigske områder blev indlemmet i kongeriget:
- Ærø.
- De 6 sogne i Ribe Herred, som ikke allerede hørte til kongeriget. Ribe by, der havde været omgivet af hertugdømmet på alle sider, og Mandø, hvis forbindelse med fastlandet gik til Vester Vedsted, kom hermed til at hænge sammen med kongeriget.
- 8 sogne syd for Kolding, som udgjorde Nørre Tyrstrup Herred, bl.a. Vejstrup Sogn, hvor Skamlingsbanken ligger. Dens top Højskamling var det historiske Sønderjyllands højeste punkt med 113 m o.h. Det oprindelige Tyrstrup Herred blev delt, og de 7 sogne, der forblev i hertugdømmet, kom til at udgøre Sønder Tyrstrup Herred.

Ved en regulering af grænsen i 1865 blev den lille bebyggelse Skovrup overført fra Taps Sogn til Sønderjylland.
Ærø, Ribe Herred og Nørre Tyrstrup Herred undgik altså at komme under preussisk styre og hører derfor ikke til Sønderjylland efter den nutidige definition.
Sønderjyllands nordgrænse rykkede således mod syd - fra Kongeåen til Grænsegrøften i vest og fra Kolding Fjord til Hejls Nor i øst. Og Nørrejyllands sydgrænse fulgte med. Da man i 1890'erne oprettede landsarkiverne, gav det selvfølgelig ikke mening at have et sønderjysk arkiv, der kun omfattede Ribe og Nørre Tyrstrup herreder, så Landsarkivet for Nørrejylland kom også til at dække disse to herreder.

### 1864–1914
Efter krigen blev Slesvig styret af Preussen. Østrig styrede Holsten, men måtte afstå det til Preussen efter nederlaget i krigen 1866. Derefter blev Slesvig-Holsten en preussisk provins og i 1871 tillige en del af det tyske rige.
I 1864 kom cirka 200.000 dansksindede ud af cirka 400.000 slesvigere under tysk styre. Mange håbede på en kommende folkeafstemning, som blev lovet i artikel 5 i Pragfreden fra 1866, men den kom ikke før 1920.
Frem til 1920 stod de dansksindede sønderjyder under stærkt pres. Skoleundervisningen blev mere og mere fortysket. I 1888 blev danske friskoler forbudt, og kun religionsundervisning måtte foregå på dansk. Fra dansk side protesterede man mod den tyske sproginstruks fra 1888 med over 13.000 underskrifter, men uden resultat. Danske foreninger af enhver art blev betegnet som "politiske" og forbudt, mens tyske foreninger fik statsstøtte. Dansksindede lærere, præster og andre øvrighedspersoner blev afskediget, og tyskere indvandrede i stort tal, især til byerne. I 1876 blev tysk eneste tilladte administrationssprog. Også danske vandrelærere blev forfulgt. I 1895 blev navnet "Sønderjylland" forbudt, hvilket dog bidrog til, at begrebet blev yderligere populært blandt de dansksindede sønderjyder. Fra 1896 begyndte den preussiske stat at opkøbe landbrugsjord for at oprette såkaldte domænegårde og få jorden på tyske hænder. Det var et led i Preussens fortyskningspolitik i landets danske og polske grænseområder. Fortyskningspolitikken kulminerede i årene 1898 til 1903, hvor overpræsident Ernst Matthias von Köller forsøgte at svække den danske bevægelse ved bl.a. mødeforbud, masseudvisninger, fængselsstraffe og fratagelse af forældrerettigheder (Køllerpolitikken).
Ifølge Wienfreden fra 1864 kunne indbyggerne vælge at få dansk statsborgerskab og fortsat være bosat i Slesvig. Cirka 25.000 valgte denne option, men som danske optanter måtte de forholde sig politisk og nationalt passive for ikke at blive udvist og få deres børn gjort statsløse. Omkring 60.000 danske slesvigere udvandrede frem til år 1900. Denne udvandring kan have haft indvirkning på den senere folkeafstemning i 1920. Fortyskningspolitikken mødte dog også modstand, og der dannedes danske foreninger, frimenigheder og Vælgerforening for Nordslesvig. Der opstod danske forsamlingshuse som Folkehjem i Aabenraa og aviser som Dannevirke i Haderslev, Flensborg Avis i Flensborg og Hejmdal i Aabenraa.

### 1. verdenskrig
Under 1. verdenskrig (1914-1918) opretholdt Danmark i alle krigsårene sin neutrale stilling, men de dansksindede sønderjyder måtte gå i tysk krigstjeneste. Det gjorde mere end 30.000, og omkring 5.300 faldt i krigen. Tabene bevidnes af mindesten og mindelunde på mange af kirkegårdene i Sønderjylland. Tallet omfatter også de dansksindede sønderjyder fra Sydslesvig, der deltog i 1. verdenskrig.

### 1920
Efter Tysklands nederlag i 1. verdenskrig fremlagde USA's præsident Woodrow Wilson en 14 punkts fredsplan for Europa. Den byggede bl.a. på princippet om folkenes selvbestemmelsesret. Versailles-freden i 1919 indebar, at Slesvigs tilhørsforhold skulle afgøres ved to folkeafstemninger, en i Zone 1, der omfattede Nordslesvig, dog uden Flensborg, der normalt blev regnet med til Nordslesvig, og en i Zone 2, der omfattede området omkring Flensborg og Nibøl samt øerne Sild, Før og Amrum.
Den tyske indvandring til Slesvig kunne ses på stemmetallene i 1920: Af de større byer havde kun Haderslev dansk flertal, mens Sønderborg, Aabenraa, Tønder, Højer og Tinglev havde tysk flertal. Det var dog ikke afgørende, da der i Zone 1 skulle stemmes en bloc og der samlet var et klart dansk flertal.
I Zone 2 skulle der stemmes kommunevis, så man kunne se, om der var enkelte kommuner, der grænsede op til Zone 1 og skulle høre til Danmark. Det var der ikke, kun 3 små kommuner på Før havde dansk flertal. Selv Flensborg havde tysk flertal, selvom den økonomisk var mest knyttet til de nordslesvigske egne. Den havde historisk været overvejende dansksindet og havde endnu i 1867 haft dansk flertal ved valget til den preussiske Rigsdag. Der var stærke krav om, at Flensborg skulle indlemmes i Danmark uanset resultatet af folkeafstemningen. Det blev afvist af regeringen Zahle med et snævert flertal i Rigsdagen. Regeringen havde optaget sønderjydernes repræsentant i den tyske Rigsdag, H.P. Hanssen, som minister, og hans standpunkt var, at Danmark kun skulle have den del af Slesvig tilbage, der ved en fri afstemning tilkendegav sit danske tilhørsforhold. Kong Christian 10. krævede, at Zahle udskrev nyvalg, der kunne give et flertal for at kræve Flensborg indlemmet. Da Zahle nægtede det, afskedigede kongen ham. Det førte til Påskekrisen, hvor kongen måtte opgive sin aktion under trussel om generalstrejke.

### 2. verdenskrig og senere
Også på tysk side var der utilfredshed med grænsedragningen, og mange af mindretallets medlemmer støttede nazismen i håb om at få grænsen flyttet mod nord. Men selv Hitler flyttede ikke den dansk-tyske grænse tilbage, som det ellers skete de andre steder, hvor Tyskland havde måttet afstå territorier efter 1. verdenskrig. I stedet opstod der efter 2. verdenskrig igen krav om en grænseflytning mod syd. Men den danske befrielsesregering erklærede allerede 9. maj 1945, at grænsen lå fast. Hverken den britiske septembernote fra 1946, som åbnede mulighed for en grænserevision, eller Sovjetunionens støtte til et dansk krav på Sydslesvig ændrede regeringens grænsepolitiske kurs.
Efter besættelsen har det tyske mindretal anerkendt grænsen fra 1920, og specielt efter København-Bonn-erklæringerne i 1955, der sikrede mindretallenes rettigheder, er det tyske mindretal i Danmark sammen med det danske og det frisiske mindretal syd for grænsen et godt eksempel på fredelig sameksistens af mindretal og flertal i Europa.